# Humidicutis marginata
Humidicutis marginata är en svampart som först beskrevs av Peck, och fick sitt nu gällande namn av Rolf Singer 1959. Humidicutis marginata ingår i släktet Humidicutis och familjen Hygrophoraceae.   Inga underarter finns listade i Catalogue of Life.